# Julija Ippolitowna Solnzewa

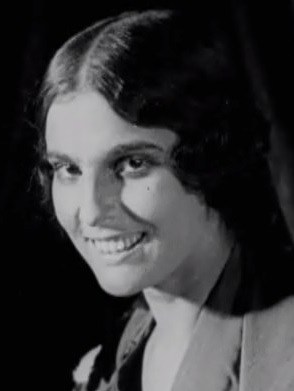
Julija Ippolitowna Solnzewa (1924)

Julija Ippolitowna Solnzewa, geboren Pereswetowa, (russisch Юлия Ипполитовна Солнцева, урожд. Пересветова; * 25. Julijul. / 7. August 1901greg. in Moskau; † 29. Oktober 1989 ebenda) war eine sowjetische Schauspielerin und  Filmregisseurin.

## Leben
Nach dem frühen Tod der Eltern kamen Solnzewa und ihr Bruder zu den Großeltern. Infolge der Versetzung des Großvaters nach Sankt Petersburg besuchte sie dort das Gymnasium. sie begeisterte sich für das Theater und spielte in einem Amateurstudio. Sie studierte zunächst kurz an der Universität Moskau in der Historisch-Philologischen Fakultät und dann am Moskauer Staatlichen Institut für Musikdrama in den Schauspielerkursen mit Abschluss 1922.
Darauf folgte Solnzewa der Einladung an das von Alexander Tairow geleitete Moskauer Kammertheater. Bald verließ sie jedoch das Theater und wandte sich dem Film zu.
In Jakow Protasanows Stummfilm Aelita (1924) spielte Solnzewa als Marskönigin Aelita die Hauptrolle. Ebenso spielte sie die Papirosniza (Zirarettenverkäuferin) Sina Wessenina der Agrarhandelfirma der Oblast Moskau Mosselprom in Juri Scheljabuschskis Komödie
Papirosniza ot Mosselproma (1924).
Ab 1929 arbeitete Solnzewa als Regie-Assistentin in verschiedenen Filmstudios, so auch im Studio der späteren Mosfilm-Gesellschaft. Als Regisseurin begann sie 1939 zusammen mit ihrem Mann Oleksandr Dowschenko (1894–1956) Filme zu produzieren.
Nach Beginn des Deutschen Angriffskriegs gegen  die Sowjetunion wurde Solnzewa mit ihrem Mann zunächst nach Ufa und dann nach Aschchabad evakuiert, wo alle großen Filmstudios zum Zentralen Wochenschau-Studio vereinigt wurden. Dort war sie eine der Regisseurinnen der Dokumentarfilm-Trilogie über die Schlacht an den Südfronten. Ab 1946 arbeitete sie für Mosfilm.
Für ihren Film Powest plamennych let (Novelle flammender Jahre) erhielt Solnzewa 1961 den Preis für beste Regie der Filmfestspiele Cannes. Damit war sie dort die erste Preisträgerin überhaupt, während die zweite  Preisträgerin Sofia Coppola 56 Jahre später war. Bei den Internationalen Filmfestspielen von Cannes 1975 war Solnzewa Jurymitglied.
Solnzewa starb am 29. Oktober 1989 in Moskau und wurde auf dem Nowodewitschi-Friedhof neben ihrem Mann begraben.

## Ehrungen, Preise
- Verdiente Künstlerin der RSFSR (1935)
- Medaille „Für heldenmütige Arbeit im Großen Vaterländischen Krieg 1941–1945“
- Stalinpreis II. Klasse (1949) für den Film Mitschurin (1948)
- Ehrenzeichen der Sowjetunion (1950)
- Leninorden[2]
- Orden des Roten Banners der Arbeit
- Ehrendiplom des Allunionsfilmfestivals Kiew 1959 für den Film Poema o more (Gedicht über das Meer)
- Preis für beste Regie der Filmfestspiele Cannes 1961
- Ehrendiplom des Filmfestivals London 1962 für den Film Poema o more
- Volkskünstlerin der RSFSR (1964)
- Spezialdiplom für Filmkunst der Jury des Festival Internacional de Cine de San Sebastián 1965 für den Film Satscharowannaja Desna (Verzauberte Desna)
- Medaille „Veteran der Arbeit“
- Jubiläumsmedaille „Zum Gedenken an den 100. Geburtstag von Wladimir Iljitsch Lenin“
- Goldene Markuslöwenmedaille der Venezianischen Buchausstellung 1975 für die Beteiligung an der Gestaltung des Buch-Films Semlja (Erde)
- Goldene Dowschnko-Medaille (1980) für den Film Mir w trjoch ismerenijach (Welt in drei Dimensionen)[2]
- Volkskünstlerin der UdSSR (1981)[2]